# Ossa TRi
|  | No s'ha de confondre amb OSSA TR. |

L'Ossa TRi fou un model de motocicleta de trial que fabricà Ossa Factory d'ençà del 2010 fins al 2015. Es comercialitzava en diverses cilindrades (des dels 125 fins als 300 cc), rebent cadascuna d'elles la denominació comercial corresponent: TR125i, TR250i, TR280i i TR300i. Aquesta denominació remetia d'una banda a la que feia servir per als seus models de trial la històrica marca barcelonina OSSA (la darrera versió dels quals, la TR 303, es comercialitzà de 1983 a 1985), mentre la «i» indicava que els motors gaudien d'injecció electrònica.
Tret de la cilindrada del motor, totes les versions d'aquestes noves TR compartien les mateixes característiques generals: motor de dos temps monocilíndric amb injecció electrònica i refrigeració líquida (amb el cilindre inclinat cap enrere), bastidor de crom-molibdè, frens de disc i amortidors de forquilla convencional davant i monoamortidor darrere. La primera versió a fabricar-se -i el primer model posat en producció per la nova empresa gironina- fou la TR280i, un model que es presentà per primer cop en públic el novembre del 2009 al saló de la motocicleta EICMA de Milà. La resta de cilindrades (125, 250 i 300 cc) es varen presentar el 2014.

## Característiques

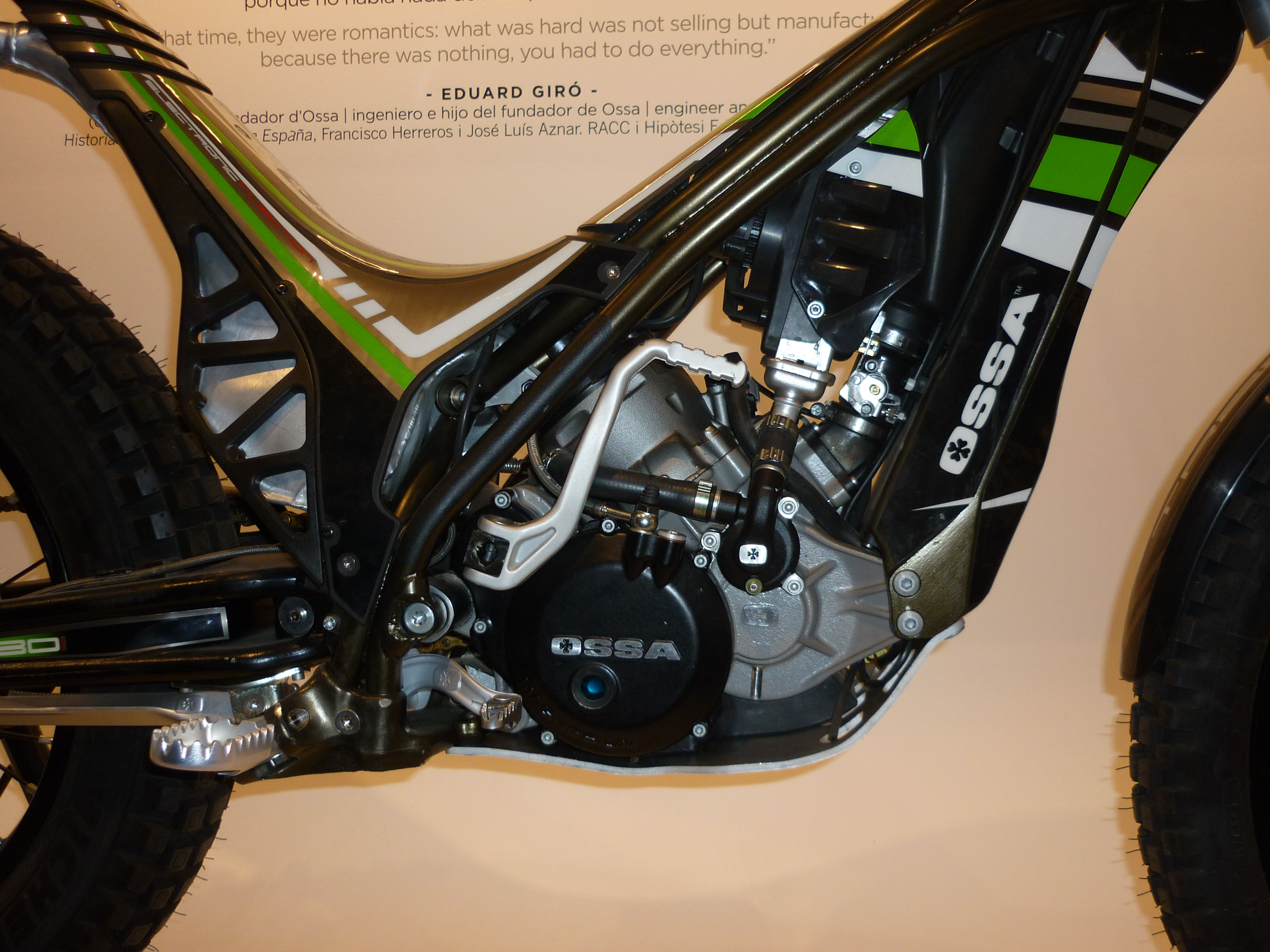
Vista del motor de la TR280i

La TRi era una moto innovadora i adoptava algunes solucions que fins al moment no s'havien aplicat mai a vehicles d'aquesta mena. El seu motor es diferenciava de la competència per diferents solucions de disseny que han permès de reduir-ne la superestructura, uns canvis que es reflectien en el cilindre, col·locat amb inclinació reversa (s'inclinava cap enrere); en l'escapament, situat a la part posterior (i en direcció cap enrere); en l'aspiració, situada a la part anterior; en l'alimentació per injecció indirecta i situada al càrter; i en el dipòsit, situat darrere de la roda anterior, darrere del qual hi havia el filtre d'aire i el radiador. Totes aquestes reubicacions de components foren possibles gràcies al sistema d'alimentació per injecció, que permetia la redistribució de diversos elements de la moto (el fet de situar el dipòsit de 2,6 litres a la part alta permetia repartir millor els pesos).
El sistema d'injecció fou dissenyat per l'empresa japonesa Kokusan Denki, i comptava amb avenços tecnològics com ara el seguiment informàtic de tot el procés d'injecció del motor, el qual podia funcionar amb una mescla d'oli i benzina d'entre 0,7% i 0,9%, mentre que per al canvi només calien 350 ml d'oli.
El xassís i la forquilla, fets de tubs, adoptaven la solució de les forquilles invertides. La TR 280i, amb un pes de 64,5 kg, fou en el seu moment la moto de trial més lleugera del mercat (oficialment feia mig quilo menys que el mínim que marca la normativa de la FIM).

## Versions

### TR125i
Fitxa tècnica
| OSSA TR125I           | OSSA TR125I                                            |
| Mecànica              | Mecànica                                               |
| --------------------- | ------------------------------------------------------ |
| Tipus motor           | Monocilíndric 2T                                       |
| CC                    | 124,9                                                  |
| Diàmetre x Carrera    | 54 x 54,5                                              |
| Refrigeració          | Líquida                                                |
| Distribució           | Vàlvula lamel·lar                                      |
| Alimentació           | Injecció electrònica                                   |
| Encesa                | Digital CDI kokusan                                    |
| Embragatge            | Multidisc en bany d'oli                                |
| Canvi                 | 6 velocitats                                           |
| Transmissió           | Primària per engranatges i final per cadena            |
| Engegada              | Manovella                                              |
| Part cicle            |                                                        |
| Xassís                | Multitub crom-molibdè                                  |
| Suspensió davant      | Forquilla telescòpica 40 mm Marzocchi multiregulable   |
| Suspensió darrera     | Basculant amb monoamortidor TTX Ohlins, multiregulable |
| Frens davant          | Disc 185 mm amb pinça de fre fixa de 4 pistons         |
| Frens darrera         | Disc 150 mm amb pinça de fre fixa de 2 pistons         |
| Pneumàtic davant      | 2,75 x 21                                              |
| Pneumàtic darrera     | 4,00 x 18                                              |
| Dimensions            |                                                        |
| Alçada selló          | 655 mm                                                 |
| Alçada mínima         | 340 mm                                                 |
| Distància entre eixos | 1.328 mm                                               |
| Pes en sec            | 66 kg                                                  |
| Capacitat dipòsit     | 2,6 litres                                             |

### TR250i
Fitxa tècnica
| OSSA TR250I           | OSSA TR250I                                            |
| Mecànica              | Mecànica                                               |
| --------------------- | ------------------------------------------------------ |
| Tipus motor           | Monocilíndric 2T                                       |
| CC                    | 249,2                                                  |
| Diàmetre x Carrera    | 72,5 x 60                                              |
| Refrigeració          | Líquida                                                |
| Distribució           | Vàlvula lamel·lar                                      |
| Alimentació           | Injecció electrònica                                   |
| Encesa                | Digital CDI kokusan                                    |
| Embragatge            | Multidisc en bany d'oli                                |
| Canvi                 | 6 velocitats                                           |
| Transmissió           | Primària per engranatges i final per cadena            |
| Engegada              | Manovella                                              |
| Part cicle            |                                                        |
| Xassís                | Multitub crom-molibdè                                  |
| Suspensió davant      | Forquilla telescòpica 40 mm Marzocchi multiregulable   |
| Suspensió darrera     | Basculant amb monoamortidor TTX Ohlins, multiregulable |
| Frens davant          | Disc 185 mm amb pinça de fre fixa de 4 pistons         |
| Frens darrera         | Disc 150 mm amb pinça de fre fixa de 2 pistons         |
| Pneumàtic davant      | 2,75 x 21                                              |
| Pneumàtic darrera     | 4,00 x 18                                              |
| Dimensions            |                                                        |
| Alçada selló          | 655 mm                                                 |
| Alçada mínima         | 340 mm                                                 |
| Distància entre eixos | 1.328 mm                                               |
| Pes en sec            | 66,8 kg                                                |
| Capacitat dipòsit     | 2,6 litres                                             |

### TR280i
Fitxa tècnica
| OSSA TR280I           | OSSA TR280I                                                  | OSSA TR280I |
| --------------------- | ------------------------------------------------------------ | ----------- |
| Mecànica              |                                                              |             |
| Tipus motor           | Monocilíndric 2T                                             |             |
| CC                    | 272,2                                                        |             |
| Diàmetre x Carrera    | 76 x 60                                                      |             |
| Refrigeració          | Líquida                                                      |             |
| Distribució           | Vàlvula lamel·lar                                            |             |
| Alimentació           | Injecció electrònica                                         |             |
| Encesa                | Digital CDI kokusan                                          |             |
| Embragatge            | Multidisc en bany d'oli                                      |             |
| Canvi                 | 6 velocitats                                                 |             |
| Transmissió           | Primària per engranatges i final per cadena                  |             |
| Engegada              | Manovella                                                    |             |
| Part cicle            |                                                              |             |
| Xassís                | Multitub crom-molibdè                                        |             |
| Suspensió davant      | Forquilla telescòpica reversa 40 mm Marzocchi multiregulable |             |
| Suspensió darrera     | Basculant amb monoamortidor TTX Ohlins multiregulable        |             |
| Frens davant          | Disc 185 mm amb pinça de fre fixa de 4 pistons               |             |
| Frens darrera         | Disc 150 mm amb pinça de fre fixa de 2 pistons               |             |
| Pneumàtic davant      | 2,75 x 21                                                    |             |
| Pneumàtic darrera     | 4,00 x 18                                                    |             |
| Dimensions            |                                                              |             |
| Alçada selló          | 655 mm                                                       |             |
| Distància entre eixos | 1.328                                                        |             |
| Pes en sec            | 67 kg                                                        |             |
| Capacitat dipòsit     | 3 litres                                                     |             |

1. ↑  Disponibile també en versió tradicional.

### TR300i
Fitxa tècnica
| OSSA TR300I           | OSSA TR300I                                            | OSSA TR300I |
| --------------------- | ------------------------------------------------------ | ----------- |
| Mecànica              |                                                        |             |
| Tipus motor           | Monocilíndric 2T                                       |             |
| CC                    | 294                                                    |             |
| Diàmetre x Carrera    | 79 x 60                                                |             |
| Refrigeració          | Líquida                                                |             |
| Distribució           | Vàlvula lamel·lar                                      |             |
| Alimentació           | Injecció electrònica                                   |             |
| Encesa                | Digital CDI kokusan                                    |             |
| Embragatge            | Multidisc en bany d'oli                                |             |
| Canvi                 | 6 velocitats                                           |             |
| Transmissió           | Primària per engranatges i final per cadena            |             |
| Engegada              | Manovella                                              |             |
| Part cicle            |                                                        |             |
| Xassís                | Multitub crom-molibdè                                  |             |
| Suspensió davant      | Forquilla telescòpica 40 mm Marzocchi multiregulable   |             |
| Suspensió darrera     | Basculant amb monoamortidor TTX Ohlins, multiregulable |             |
| Frens davant          | Disc 185 mm amb pinça de fre fixa de 4 pistons         |             |
| Frens darrera         | Disc 150 mm amb pinça de fre fixa de 2 pistons         |             |
| Pneumàtic davant      | 2,75 x 21                                              |             |
| Pneumàtic darrera     | 4,00 x 18                                              |             |
| Dimensions            |                                                        |             |
| Alçada selló          | 655 mm                                                 |             |
| Alçada mínima         | 340 mm                                                 |             |
| Distància entre eixos | 1.328 mm                                               |             |
| Pes en sec            | 66,8 kg                                                |             |
| Capacitat dipòsit     | 2,6 litres                                             |             |